# Mestna avtobusna linija št. 15 (Ljubljana)
Mestna avtobusna linija številka 15 STANEŽIČE – SORA je ena izmed 33 avtobusnih linij javnega mestnega prometa v Ljubljani. Poteka v smeri zahod–sever–zahod na severozahodnem obrobju prestolnice in ima značaj povezovalne (prestopne) linije. Povezuje Stanežiče, Dvor, Gunclje, Vižmarje, Brod, Tacen, Vikrče, Spodnje, Zgornje Pirniče, Verje, Medvode, Vaše, Goričane, Rakovnik in Soro. Z linije št. 15 je mogoč prestop na ostale avtobusne linije, ki vozijo v center in ostale mestne in primestne predele (št. 1 in 8, 25 in 30).

## Zgodovina
Avtobus je po liniji 15 prvič zapeljal 3. januarja 2012, in sicer na odseku Stanežiče–Zgornje Pirniče. Prebivalci Stanežič, Dvora in Guncelj so si dolga leta prizadevali za avtobusno povezavo s središčem mesta. Predvidena je bila sprememba trase nekdanje proge št. 25 Bavarski dvor–Medvode s Celovške ceste skozi omenjena naselja, do katere pa nikoli ni prišlo, kljub temu da so bila že zgrajena nekatera avtobusna postajališča. Na drugi strani Save pa so imeli prebivalci Pirnič in Vikrč povezavo s središčem mesta le s primestno avtobusno progo Ljubljana–Pirniče–Smlednik–Zapoge, čeprav se je že razmišljalo tudi o podaljšanju proge št. 8 z Broda do Vikrč.
Po devetih dneh obratovanja je bil zaradi večjega števila potnikov od pričakovanega obratovalni čas zjutraj podaljšan, v času prometnih konic pa je bil na linijo dodan dodatni avtobus, zato se je interval prepolovil.
Linijo 15 so 5. novembra 2012 podaljšali iz Zgornjih Pirnič preko Verja do Medvod, kjer je bilo med nogometnim igriščem in magistralno cesto zgrajeno novo prestopno postajališče. Krajani Pirnič so tako prvič dobili neposredno avtobusno povezavo s svojim občinskim središčem. 26. junija 2013 so spremenili potek trase na Brodu, in sicer so jo z Brodske ceste in ulice Na gmajni preusmerili na Martinovo pot. Ukinjeni sta bili postajališči V Dovjež in Kurirska. 26. junija 2015 je bil spremenjen potek trase v Spodnjih Pirničah med postajališčema Gostilna Kovač in Sp. Pirniče. Nasproti ceste proti Zavrhu je bilo uvedeno novo postajališče Zavrh.
1. septembra 2017 je bila linija 15 podaljšana iz Medvod do naselja Sora. Tako se je zagotovilo avtobusno povezavo med naselji Sora, Rakovnik, Preska, Vaše, Goričane in Medvodami v občini Medvode.

## Trasa
- smer SORA – STANEŽIČE: Sora–Rakovnik–Goričane–Vaše–Škofjeloška cesta–Gorenjska cesta–Medvoška cesta–servisna cesta (obračališče)–Medvoška cesta–Cesta komadanta Staneta–Verje–Zgornje Pirniče–Spodnje Pirniče–Vikrče–Kajakaška cesta–Tacenska cesta–Brodska cesta–Martinova pot–Na gmajni–Tacenska cesta–Kosmačeva ulica–Celovška cesta–Dvor–Stanežiče.
- smer STANEŽIČE – SORA: Stanežiče–Dvor–Celovška cesta–Kosmačeva ulica–Tacenska cesta–Na gmajni–Martinova pot–Brodska cesta–Tacenska cesta–Kajakaška cesta–Vikrče–Spodnje Pirniče–Zgornje Pirniče–Verje–Cesta komadanta Staneta–Medvoška cesta–servisna cesta–Gorenjska cesta–Škofjeloška cesta–Vaše–Rakovnik–Goričane–Sora.

## Režim obratovanja
Linija obratuje samo ob delavnikih, tj. od ponedeljka do petka med 5.45 in 22.05. Ob sobotah, nedeljah in praznikih avtobus na tej liniji ne vozi. 

### Preglednica časovnih presledkov v minutah
| Ura\delavnik | 1.9.–25.6. | 26.6.–31.8. |
| ------------ | ---------- | ----------- |
| 5.30–8.00    | 55         | 110         |
| 8.00–9.30    | 50         | 120         |
| 9.00–11.45   | 75         | 125         |
| 11.45–13.30  | 55         | 150         |
| 13.30–16.30  | 50         | 120         |
| 16.30–19.00  | 110        | 110         |
| 19.00–21.15  | 120        | 140         |